# Associazione Calcio Reggiana 1919
L'Associazione Calcio Reggiana 1919 és un equip italià de futbol de la ciutat de Reggio de l'Emília.

## Història
El club va ser fundat l'any 1919 amb el nom d'Associazione Calcio Reggiana. Fou refundat el 2005 amb el nom de Reggio Emilia Football Club, però al cap de poc temps adoptà la denominació actual. Jugà diversos anys a la màxima categoria del futbol italià als anys 20. Pel que fa a la Serie A, hi ha jugat tres temporades els anys 1993/94, 1994/95 i 1996/97. Jugà a l'estadi Mirabello fins al 1994, quan es traslladà a l'Stadio Giglio.